# Plisthène fils d'Érope
Pour les articles homonymes, voir Plisthène.
Dans la mythologie grecque, Plisthène (en grec ancien Πλεισθένης parfois orthographié Pleisthénès ou Plisthénès) est un membre de la famille maudite des Atrides.

## Différentes versions
Suivant les versions, Plisthène peut être :
- Le fils illégitime de Thyeste et Érope, tué avec son frère Tantale par Atrée (le mari d'Érope), découpé et servi à manger à son père Thyeste[1],[2]

- Le fils d'Atrée et d'Érope, mais élevé comme le fils illégitime de Thyeste, tué avec son frère Tantale par Atrée, croyant se venger de Thyeste mais assassinant en fait son propre fils[3].